# دبرا هیل
دبرا هیل (انگلیسی: Debra Hill؛ ۱۰ نوامبر ۱۹۵۰ – ۷ مارس ۲۰۰۵) فیلم‌نامه‌نویس و تهیه‌کننده اهل ایالات متحده آمریکا بود. وی بین سال‌های ۱۹۷۲ تا ۲۰۰۵ میلادی فعالیت می‌کرد.